# Eleição municipal de São Paulo em 2008
A eleição municipal da cidade brasileira de São Paulo ocorreu em 5 de outubro de 2008 para eleger um prefeito, um vice-prefeito e 55 vereadores para a administração da cidade. Como o candidato a cargo majoritário não alcançou a maioria absoluta dos votos válidos, houve um novo escrutínio no dia 26 de outubro de 2008. O candidato Gilberto Kassab e sua vice Alda Marco Antônio assumiram os cargos no dia 1 de janeiro de 2009 e seus mandatos possuem previsão de término em 31 de dezembro de 2012.
Os principais candidatos foram Gilberto Kassab (DEM), Marta Suplicy (PT), Geraldo Alckmin (PSDB), Paulo Maluf (PP), Soninha Francine (PPS). Gilberto Kassab (DEM), com 60,72% dos votos válidos e 3.790.558 votos foi eleito no segundo turno, vencendo a candidata Marta Suplicy (PT).

## Pré-Candidatos
O DEM, partido que assumiu a Prefeitura após a renúncia de José Serra em 2006, para disputar o Governo do Estado, lançou a candidatura do prefeito Gilberto Kassab à reeleição, em aliança com o outros cinco partidos. A aliança mais destacada foi com o PMDB, à época liderado em São Paulo pelo ex-governador Orestes Quércia. Na busca para definir a candidatura a vice, Kassab tentou convencer o PSDB a não ter nome para a prefeitura e escolher um quadro para compor sua coligação. Após a negativa da legenda, no entanto, aceitou a indicação de Quércia e confirmou a engenheira Alda Marco Antônio como sua candidata à vice-prefeita.
Dividido por conta de filiados que eram favoráveis à aliança com Kassab, o PSDB oficializou a candidatura do ex-governador Geraldo Alckmin à Prefeitura. Coligado com outros quatro partidos, Alckmin teve o deputado estadual Campos Machado, do PTB, como candidato à vice-prefeito.
No campo da oposição à administração de Kassab, o PT lançou a candidatura da ex-prefeita Marta Suplicy, que administrou a cidade entre janeiro de 2001 e dezembro de 2004, para voltar a assumir o cargo. Para compor a coligação com ela, foi confirmado o nome do deputado federal Aldo Rebelo, do PCdoB.
O PP definiu sua candidatura através de prévias, disputadas pelos deputados federais Celso Russomanno e Paulo Maluf. Maluf venceu por 16 votos a 3 a disputa na Executiva Estadual, mas teve sua vitória contestada por Russomanno, que alegou que os dois haviam firmado acordo em 2007 para que ele fosse o candidato e recusou concorrer à vice-prefeito.
Antigos filiados ao PT, a vereadora Soninha Francine e o deputado federal Ivan Valente foram lançados como candidatos por PPS e PSOL, respectivamente. Também concorreram à eleição municipal, Renato Reichmann, do PMN, Levy Fidelix, do PRTB, Edmilson Costa, do PCB, Ciro Moura, do PTC, e Anaí Caproni, do PCO

## Candidatos
|  | Nº | Candidato(a) a prefeito | Candidato(a) a prefeito | Candidato(a) a vice-prefeito(a) | Candidato(a) a vice-prefeito(a) | Coligação/Partido |
|  | -- | ----------------------- | ----------------------- | ------------------------------- | ------------------------------- | --- |
|  | 11 |                         | Paulo Maluf (PP)        |                                 | Aline Correa (PP)               | - Partido Progressista (PP) |
|  | 13 |                         | Marta Suplicy (PT)      |                                 | Aldo Rebelo (PCdoB)             | Uma Nova Atitude para São Paulo - Partido dos Trabalhadores (PT) - Partido Comunista do Brasil (PCdoB) - Partido Democrático Trabalhista (PDT) - Partido Trabalhista Nacional (PTN) - Partido Republicano Brasileiro (PRB) - Partido Socialista Brasileiro (PSB) |
|  | 21 |                         | Edmilson Costa (PCB)    |                                 | Fernanda Mendes (PCB)           | - Partido Comunista Brasileiro (PCB) |
|  | 23 |                         | Soninha Francine (PPS)  |                                 | João Batista de Andrade (PPS)   | - Partido Popular Socialista (PPS) |
|  | 25 |                         | Gilberto Kassab (DEM)   |                                 | Alda Marco Antônio (PMDB)       | São Paulo no Rumo Certo - Democratas (DEM) - Partido do Movimento Democrático Brasileiro (PMDB) - Partido da República (PR) - Partido Republicano Progressista (PRP) - Partido Verde (PV) - Partido Social Cristão (PSC)                                         |
|  | 28 |                         | Levy Fidelix (PRTB)     |                                 | Marcelo Duarte (PRTB)           | - Partido Renovador Trabalhista Brasileiro (PRTB) |
|  | 29 |                         | Anai Caproni (PCO)      |                                 | Afonso Teixeira (PCO)           | - Partido da Causa Operária (PCO) |
|  | 33 |                         | Renato Reichmann (PMN)  |                                 | Lucas Albano (PMN)              | - Partido da Mobilização Nacional (PMN) |
|  | 36 |                         | Ciro Moura (PTC)        |                                 | Tony Rodrigues (PTdoB)          | Tostão contra o Milhão - Partido Trabalhista Cristão (PTC) - Partido Trabalhista do Brasil (PTdoB) |
|  | 45 |                         | Geraldo Alckmin (PSDB)  |                                 | Campos Machado (PTB)            | São Paulo na Melhor Direção - Partido da Social Democracia Brasileira (PSDB) - Partido Trabalhista Brasileiro (PTB) - Partido Humanista da Solidariedade (PHS) - Partido Social Liberal (PSL) - Partido Social Democrata Cristão (PSDC)                          |
|  | 50 |                         | Ivan Valente (PSOL)     |                                 | Carlos Giannazi (PSOL)          | Alternativa de Esquerda para São Paulo - Partido Socialismo e Liberdade (PSOL) - Partido Socialista dos Trabalhadores Unificado (PSTU) |

## Curiosidades

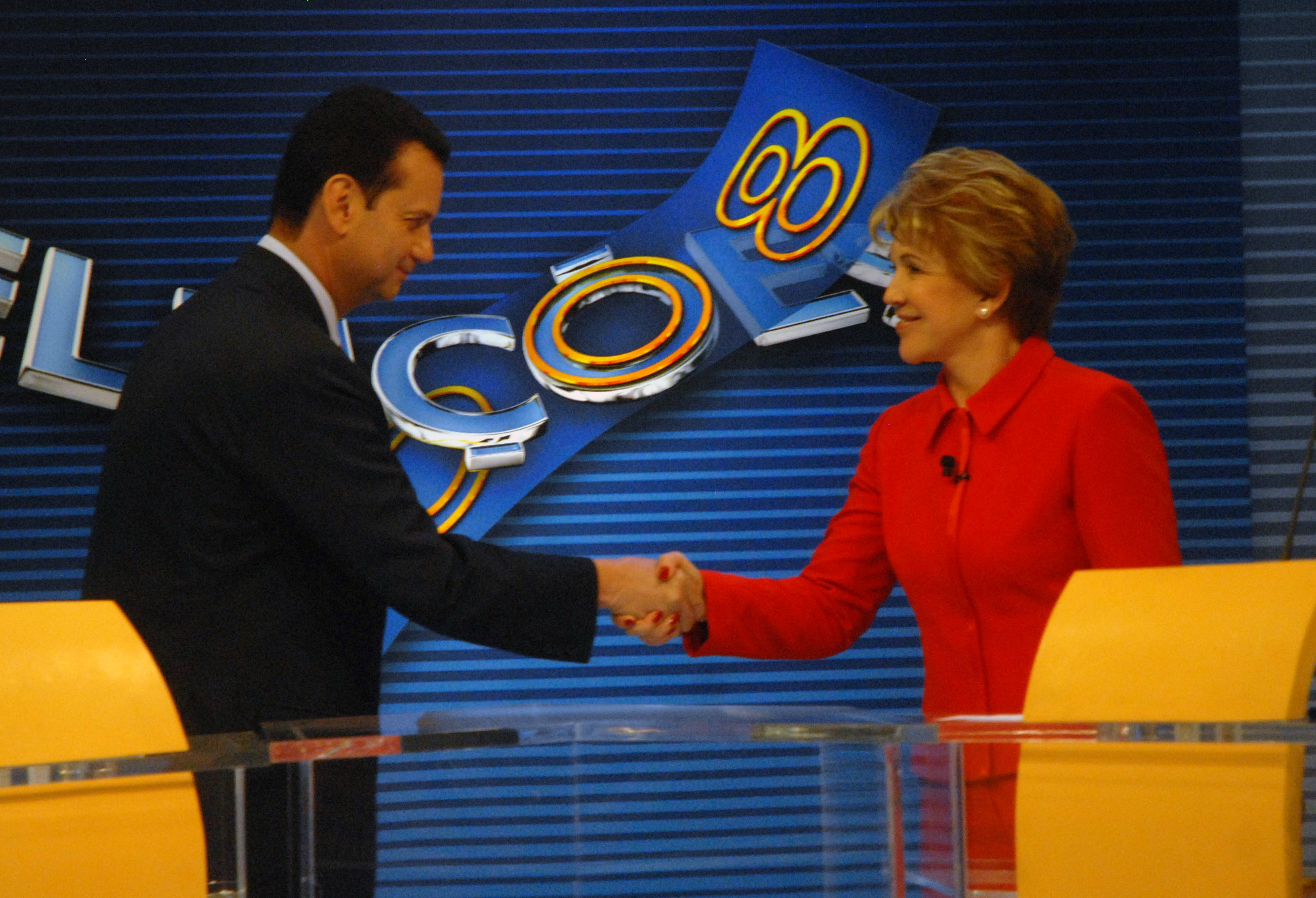
Marta Suplicy e Gilberto Kassab no debate da TV GloboFoto:Fabio Rodrigues Pozzebom/ABr

- No horário eleitoral, o Partido da Causa Operária (PCO) perdeu dois minutos do seu tempo de televisão para o direito de resposta do candidato Gilberto Kassab por causa da afirmação de que "os sucessivos prefeitos destruíram o transporte público para favorecer os altos lucros da máfia das empresas privadas"[8]
- A campanha à prefeitura de São Paulo ficou mais acirrada devido as trocas de acusações entre Marta Suplicy e Gilberto Kassab[9]
- Os candidatos à prefeitura de São Paulo adotaram medidas criativas nessa campanha, como oferecer "ringtones" com os jingles de campanha para telefones celulares e papéis de parede para computadores.[10]
- A TV Bandeirantes realizou dois debates na campanha do primeiro turno à prefeitura de São Paulo.[11] As emissoras TV Gazeta e TV Record também realizaram debates nesse primeiro turno. No segundo turno,além das emissoras já citadas, a Folha de S.Paulo e a TV Globo também realizaram debates.
- O segundo turno em São Paulo começou com troca de acusações nos debates eleitorais, nas propagandas de rádio e televisão entre os candidatos Gilberto Kassab e Marta Suplicy.[12] Marta questionava a população paulistana se realmente conhecia o candidato Kassab perguntava se ela era "casado e tem filhos" (O que gerou até questionamentos sobre a sexualidade do candidato). Com isso, Gilberto Kassab ganhou um direito de resposta no programa de Marta Suplicy[13]
- No segundo turno, o candidato do DEM, Gilberto Kassab, é reeleito prefeito de São Paulo.

## Horário Eleitoral
As inserções no rádio e TV são feitas para as estações com outorga na cidade de São Paulo. A geração na televisão é feita pela TV Globo São Paulo e retransmitidas pelas outras estações geradoras de televisão da cidade. Gilberto Kassab tem o maior tempo de TV.
| Partido/Coligação                                  | Tempo de exposição                               | Tempo Arredondado |
| -------------------------------------------------- | ------------------------------------------------ | ----------------- |
| DEM-PMDB-PR                                        | 7m32s04 (7 minutos, 32 segundos e 4 centésimos)  | 07min32           |
| PV                                                 | 1m03s74 (1 minuto, 3 segundos e 74 centésimos    | 01min04           |
| PSC-PRP                                            | 54s38 (54 segundos e 38 centésimos)              | 00min54           |
| Nova Atitude (PT/PCdoB/PSB/PRB)                    | 5m23s39 (5 minutos, 23 segundos e 39 centésimos) | 05min23           |
| PDT                                                | 1m29s47 (1 minuto, 29 segundos e 47 centésimos)  | 01min29           |
| PTN                                                | 33s33 (33 segundos e 33 centésimos)              | 00min33           |
| PSDB-PHS                                           | 3m12s39 (3 minutos, 12 segundos e 39 centésimos) | 03min12           |
| PTB                                                | 1m27s13 (1 minuto, 27 segundos e 13 centésimos)  | 01min27           |
| PSDC                                               | 33s33 (33 segundos e 33 centésimos) cada         | 00min33 cada      |
| PSL                                                | 33s33 (33 segundos e 33 centésimos) cada         | 00min33 cada      |
| PP                                                 | 2m09s24 (2 minutos, 9 segundos e 24 centésimos)  | 02min09           |
| PPS                                                | 1m24s79 (1 minuto, 24 segundos e 79 centésimos0  | 01min25           |
| Tostão Contra o Milhão (PTC/PTdoB)                 | 42s69 (42 segundos e 69 centésimos)              | 00min43           |
| Alternativa de Esquerda para São Paulo (PSOL/PSTU) | 40s35 (40 segundos e 35 centésimos)              | 00min40           |
| PMN                                                | 40s35 (40 segundos e 35 centésimos)              | 00min40           |
| PCB                                                | 33s33 (33 segundos e 33 centésimos) cada         | 00min33 cada      |
| PCO                                                | 33s33 (33 segundos e 33 centésimos) cada         | 00min33 cada      |
| PRTB                                               | 33s33 (33 segundos e 33 centésimos) cada         | 00min33 cada      |

### Tempo de exposição (Prefeito)
| Ordem de Apresentação no HGPE | Candidato(a)                             | Tempo de exposição                                                | Tempo arredondado |
| ----------------------------- | ---------------------------------------- | ----------------------------------------------------------------- | ----------------- |
| 3                             | Gilberto Kassab (DEM/PR/PMDB/PSC/PRP/PV) | 8m44s73 (8 minutos, 44 segundos e 73 centésimos)                  | 08min45           |
| 2                             | Marta Suplicy (PT/PCdoB/PSB/PRB/PDT/PTN) | 6m40s75 (6 minutos, 40 segundos e 75 centésimos)                  | 06min41           |
| 7                             | Geraldo Alckmin (PSDB/PTB/PSDC/PSL/PHS)  | 4m27s42 (4 minutos, 27 segundos e 42 centésimos)                  | 04min27           |
| 6                             | Paulo Maluf (PP)                         | 2m30s46 (2 minutos, 30 segundos e 46 centésimos)                  | 02min30           |
| 4                             | Soninha Francine (PPS)                   | 1m46s01 (1 minuto, 46 segundos e 1 centésimo)                     | 01min46           |
| 1                             | Ciro Moura (PTC/PTdoB)                   | 1m03s91 (1 minuto, 3 segundos e 91 centésimos)                    | 01min04           |
| 8                             | Ivan Valente (PSOL/PSTU)                 | 1m01s57 (1 minuto, 1 segundo e 57 centésimos) para cada candidato | 01min02 cada      |
| 11                            | Renato Reichmann (PMN)                   | 1m01s57 (1 minuto, 1 segundo e 57 centésimos) para cada candidato | 01min02 cada      |
| 5                             | Levy Fidelix (PRTB)                      | 54s55 (54 segundos e 55 centésimos) para cada candidato           | 00min54 cada      |
| 9                             | Edmílson Costa (PCB)                     | 54s55 (54 segundos e 55 centésimos) para cada candidato           | 00min54 cada      |
| 10                            | Anaí Caproni (PCO)                       | 54s55 (54 segundos e 55 centésimos) para cada candidato           | 00min54 cada      |

## Resultados da eleição

### Prefeito

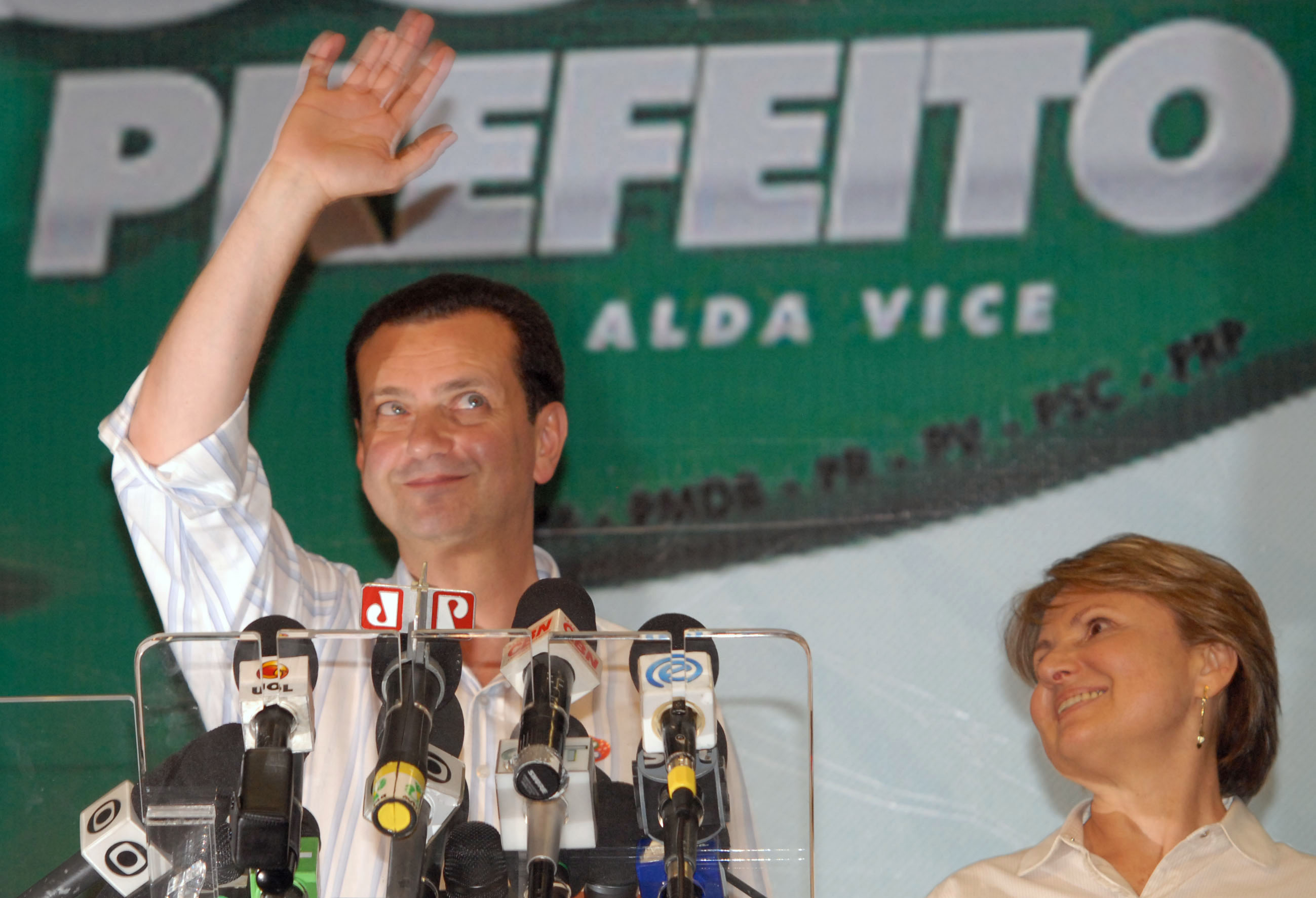
Após a vitória para a prefeitura de São Paulo, Gilberto Kassab discursa em seu comitê de campanha.Foto:Fabio Rodrigues Pozzebom/ABr

| Candidato(a)             | Vice                          | 1º Turno 5 de outubro de 2008 | 1º Turno 5 de outubro de 2008 | 2º Turno 26 de outubro de 2008 | 2º Turno 26 de outubro de 2008 |
| Candidato(a)             | Vice                          | Votação                       | Votação                       | Votação                        | Votação                        |
| Candidato(a)             | Vice                          | Total                         | Porcentagem                   | Total                          | Porcentagem                    |
| ------------------------ | ----------------------------- | ----------------------------- | ----------------------------- | ------------------------------ | ------------------------------ |
| Gilberto Kassab (DEM)    | Alda Marco Antônio (PMDB)     | 2.140.423                     | 33,61%                        | 3.790.558                      | 60,72%                         |
| Marta Suplicy (PT)       | Aldo Rebelo (PCdoB)           | 2.088.329                     | 32,79%                        | 2.452.527                      | 39,28%                         |
| Geraldo Alckmin (PSDB)   | Campos Machado (PTB)          | 1.431.670                     | 22,48%                        | Não participaram               | Não participaram               |
| Paulo Maluf (PP)         | Aline Correa (PP)             | 376.734                       | 5,91%                         | Não participaram               | Não participaram               |
| Soninha Francine (PPS)   | João Batista de Andrade (PPS) | 266.978                       | 4,19%                         | Não participaram               | Não participaram               |
| Ivan Valente (PSOL)      | Carlos Giannazi (PSOL)        | 42.616                        | 0,67%                         | Não participaram               | Não participaram               |
| Renato Reichmann (PMN)   | Lucas Albano (PMN)            | 7.234                         | 0,11%                         | Não participaram               | Não participaram               |
| Levy Fidelix (PRTB)      | Marcelo Duarte (PRTB)         | 5.518                         | 0,09%                         | Não participaram               | Não participaram               |
| Edmilson Costa (PCB)     | Fernanda Mendes (PCB)         | 4.300                         | 0,07%                         | Não participaram               | Não participaram               |
| Ciro Moura (PTC)         | Tony Rodrigues (PTdoB)        | 3.825                         | 0,06%                         | Não participaram               | Não participaram               |
| Anai Caproni (PCO)       | Afonso Teixeira (PCO)         | 1.656                         | 0,03%                         | Não participaram               | Não participaram               |
| Total de votos válidos   | Total de votos válidos        | 6.369.283                     | 100,00%                       | 6.243.085                      | 100,00%                        |
| Votos apurados           |                               |                               |                               |                                |                                |
| Votos válidos            | Votos válidos                 | 165.289                       | 92,08%                        | 6.243.085                      | 92,35%                         |
| Votos em branco          | Votos em branco               | 230.717                       | 3,34%                         | 176.880                        | 2,62%                          |
| Votos nulos              | Votos nulos                   | 316.744                       | 4,58%                         | 339.962                        | 5,03%                          |
| Total de votos apurados  | Total de votos apurados       | 6.916.744                     | 100,00%                       | 6.759.927                      | 100,00%                        |
| Eleitores                |                               |                               |                               |                                |                                |
| Comparecimento           | Comparecimento                | 6.916.744                     | 84,37%                        | 6.759.927                      | 82,46%                         |
| Abstenções               | Abstenções                    | 1.281.538                     | 15,63%                        | 1.438.355                      | 17,54%                         |
| Total de eleitores       | Total de eleitores            | 8.198.282                     | 100,00%                       | 8.198.282                      | 100,00%                        |
| Total de seções: 20.301  |                               |                               |                               |                                |                                |
| Fonte: Justiça Eleitoral |                               |                               |                               |                                |                                |

| Partido | Partido | Candidato    | Votos     | Votos (%) |
| ------- | ------- | ------------ | --------- | --------- |
|         | DEM     | Kassab       | 2 140 423 | 33,61%    |
|         | PT      | Marta        | 2 088 329 | 32,79%    |
|         | PSDB    | Alckmin      | 1 431 670 | 22,48%    |
|         | PP      | Maluf        | 376 734   | 5,91%     |
|         | PPS     | Soninha      | 266 978   | 4,19%     |
|         | PSOL    | Ivan         | 42 616    | 0,67%     |
|         | PMN     | Reichmann    | 7 234     | 0,11%     |
|         | PRTB    | Levy Fidelix | 5 518     | 0,09%     |
|         | PCB     | Costa        | 4 300     | 0,07%     |
|         | PTC     | Ciro Moura   | 3 825     | 0,06%     |
|         | PCO     | Anaí         | 1 656     | 0,03%     |
| Totais  | Totais  | Totais       | 6 369 283 |           |

| Partido | Partido | Candidato | Votos     | Votos (%) |
| ------- | ------- | --------- | --------- | --------- |
|         | DEM     | Kassab    | 3 790 558 | 60,72%    |
|         | PT      | Marta     | 2 452 527 | 39,28%    |
| Totais  | Totais  | Totais    | 6 243 085 |           |

### Vereadores eleitos
Cinquenta e cinco vereadores foram eleitos em São Paulo.

Representação eleita
  PSDB: 11
  PT: 11
  DEM: 8
  PR: 5
  PTB: 3
  PV: 3
  PP: 2
  PMDB: 2
  PCdoB: 2
  PSB: 2
  PPS: 2
  PSC: 1
  PDT: 1
  PRB: 1

Fonteː
| Candidatos                    | Votos   | %    |
| ----------------------------- | ------- | ---- |
| Gabriel Chalita (PSDB)        | 102.048 | 1,70 |
| Goulart (PMDB)                | 90.054  | 1,50 |
| Netinho de Paula (PCdoB)      | 84.406  | 1,41 |
| Milton Leite (DEM)            | 80.051  | 1,33 |
| Mara Gabrilli (PSDB)          | 79.912  | 1,33 |
| Senival (PT)                  | 66.139  | 1,10 |
| Arselino Tatto (PT)           | 59.292  | 0,99 |
| Vereador Netinho (PSDB)       | 54.726  | 0,91 |
| Aurélio Miguel (PR)           | 50.804  | 0,85 |
| Carlos Bezerra Júnior (PSDB)  | 50.536  | 0,84 |
| Donato (PT)                   | 50.388  | 0,84 |
| Celso Jatene (PTB)            | 49.777  | 0,83 |
| Roberto Tripoli (PV)          | 45.750  | 0,76 |
| Antonio Carlos Rodrigues (PR) | 43.601  | 0,73 |
| Adilson Amadeu (PTB)          | 41.686  | 0,69 |
| Marcelo Aguiar (PSC)          | 41.506  | 0,69 |
| Jooji Hato (PMDB)             | 40.847  | 0,68 |
| Marta Costa (DEM)             | 39.192  | 0,65 |
| Marco Aurélio Cunha (DEM)     | 38.421  | 0,64 |
| Francisco Chagas (PT)         | 37.878  | 0,63 |
| Domingos Dissei (DEM)         | 37.739  | 0,63 |
| Paulo Frange (PTB)            | 36.881  | 0,61 |
| Toninho Paiva (PR)            | 35.535  | 0,59 |
| Adolfo Quintas (PSDB)         | 34.209  | 0,57 |
| João Antônio (PT)             | 33.899  | 0,56 |
| Alfredinho (PT)               | 33.417  | 0,56 |
| Juscelino (PSDB)              | 32.484  | 0,54 |
| Gilson Barreto (PSDB)         | 32.079  | 0,53 |
| Floriano Pesaro (PSDB)        | 31.733  | 0,53 |
| Eliseu Gabriel (PSB)          | 31.602  | 0,53 |
| Souza Santos (PSDB)           | 31.352  | 0,52 |
| Cláudio Prado (PDT)           | 31.014  | 0,52 |
| Noemi Nonato (PSB)            | 30.734  | 0,51 |
| Juliana Cardoso (PT)          | 30.607  | 0,51 |
| Ítalo Cardoso (PT)            | 30.541  | 0,51 |
| José Américo (PT)             | 30.027  | 0,50 |
| Kamia (DEM)                   | 29.915  | 0,50 |
| Wadih Mutran (PP)             | 29.039  | 0,48 |
| Missionário José Olímpio (PP) | 28.921  | 0,48 |
| Jamil Murad (PCdoB)           | 28.145  | 0,47 |
| Zelão (PT)                    | 28.085  | 0,47 |
| Ricardo Teixeira (PSDB)       | 27.248  | 0,45 |
| Chico Macena (PT)             | 26.513  | 0,44 |
| Agnaldo Timóteo (PR)          | 26.180  | 0,44 |
| Penna (PV)                    | 25.820  | 0,43 |
| Atílio Francisco (PRB)        | 25.684  | 0,43 |
| Carlos Apolinário (DEM)       | 25.609  | 0,43 |
| Sandra Tadeu (DEM)            | 25.173  | 0,42 |
| Dalton Silvano (PSDB)         | 24.084  | 0,40 |
| Gilberto Natalini (DEM)       | 23.872  | 0,40 |
| Marcos Cintra (PR)            | 22.881  | 0,38 |
| Abou Anni (PV)                | 22.615  | 0,38 |
| Cláudio Fonseca (PPS)         | 21.038  | 0,35 |
| Milton Ferreira (PPS)         | 14.874  | 0,25 |

Obs.: A tabela mostra somente os 55 vereadores eleitos.